# Cibotium hasskarlianum
Cibotium hasskarlianum là một loài dương xỉ trong họ Cibotiaceae. Loài này được Miq., Salom. mô tả khoa học đầu tiên năm 1883.
Danh pháp khoa học của loài này chưa được làm sáng tỏ. 